# Villaggio turistico

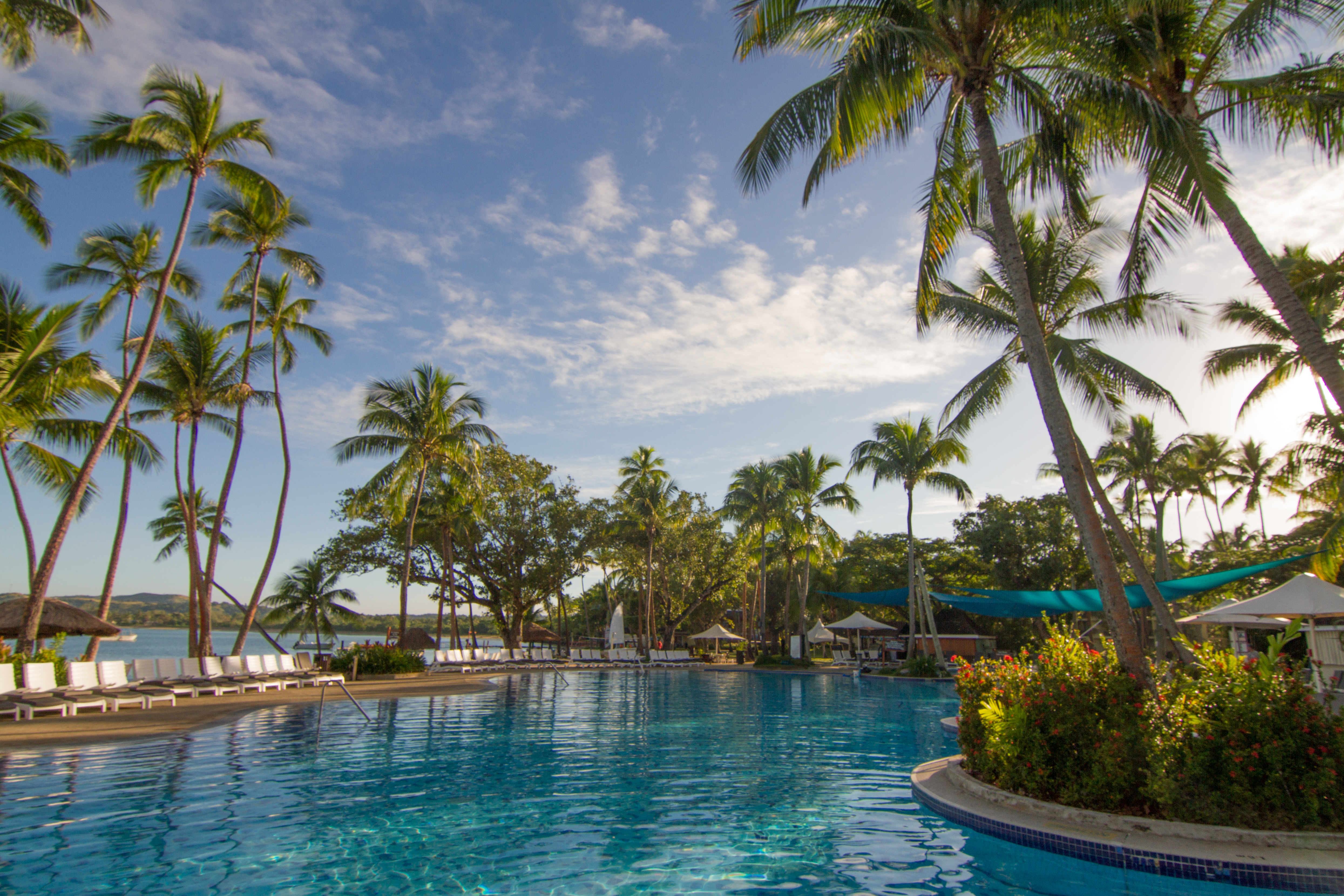
La piscina principale dello Shangri-La Fijian Resort alle isole Fiji

Il villaggio turistico è un tipo di struttura ricettiva di carattere turistico, chiamato anche villaggio vacanze. È una struttura ricettiva per il tempo libero e lo svago, ma anche per il riposo e il divertimento ovvero un parco attrattivo dotato di un complesso alberghiero che differisce un po' dagli alberghi tradizionali. Gli alloggi sono spesso dei bungalow o chalet ma anche villette in muratura.

## Descrizione

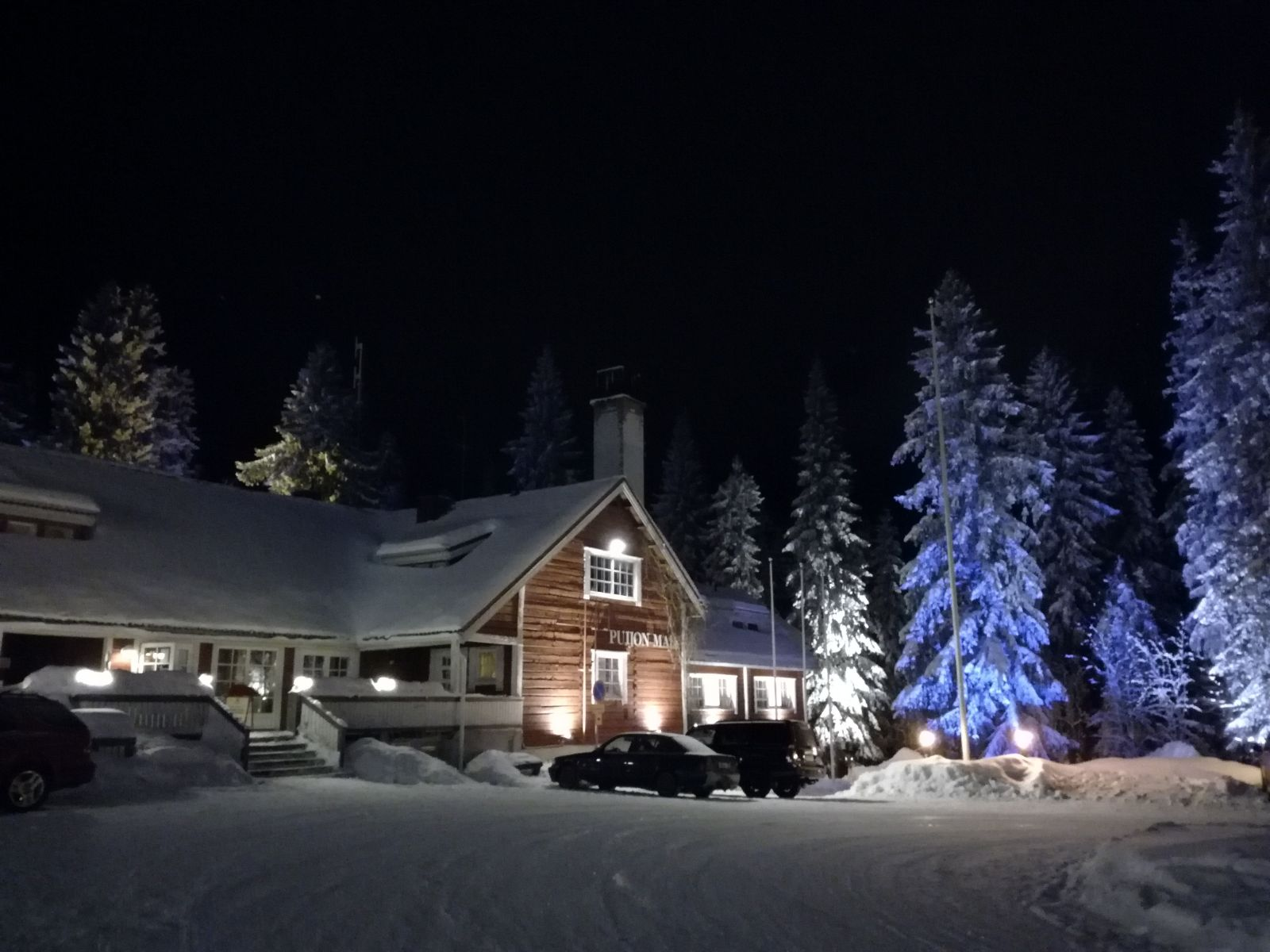
L'hotel Puijo ai piedi della torre Puijo a Kuopio in Finlandia

I villaggi turistici offrono attività sostanzialmente identiche a quelle offerte dalle strutture alberghiere, spesso praticate in comune, con la presenza di istruttori, animatori ecc. Le definizioni usate in inglese sono tourist village e holiday village, in spagnolo centro de vacaciones o complejo vacacional, in francese village vacances. Quella più nota a livello globale è resort; la parola francese resort deriva da resortir ovvero uscire (sortir) di nuovo (re-), che rimanda all'idea di rifugio, ricovero, luogo appartato, con il significato di “stazione”, che è utilizzato da aziende internazionali per descrivere la loro ragione sociale, la denominazione dei villaggi turistici o le stazioni turistiche in cui operano. Per precisare la natura del villaggio turistico, in inglese, è sufficiente posizionare un termine davanti alla parola resort, ad esempio: 
- holiday resort: villaggio per le vacanze
- luxury resort: villaggio turistico di lusso
- beach resort: villaggio turistico che si affaccia sulla spiaggia
- golf resort: campo da golf corredato di appartamenti per i giocatori

### Caratteristiche
Il resort è una struttura ricettiva che si rivolge a un target di consumatori di alto livello ed è attrezzata per offrire servizi di standard superiore (sauna, centri benessere, palestra ecc.), oltre alle prestazioni base (ristorante, campi da tennis e da calcetto, piscine, spiaggia ecc.). Il villaggio turistico invece, nella maggior parte dei casi, fornisce sostanzialmente i soli servizi di base. 
Inoltre, altra peculiarità del villaggio turistico è quella di far riferimento a un mercato di massa. Normalmente le strutture destinate a diventare resort venivano costruite direttamente in una zona di grande attrattiva turistica. Dalla fine del ventesimo secolo, è invece diventato comune fare l'inverso, ovvero realizzare il resort in un luogo con più ridotte attrattive turistiche e sviluppare le strutture in modo tematico, riferendo tutte le attività e le attrazioni a quel tema, come ad esempio nel Disneyland Paris.

### Tipologia

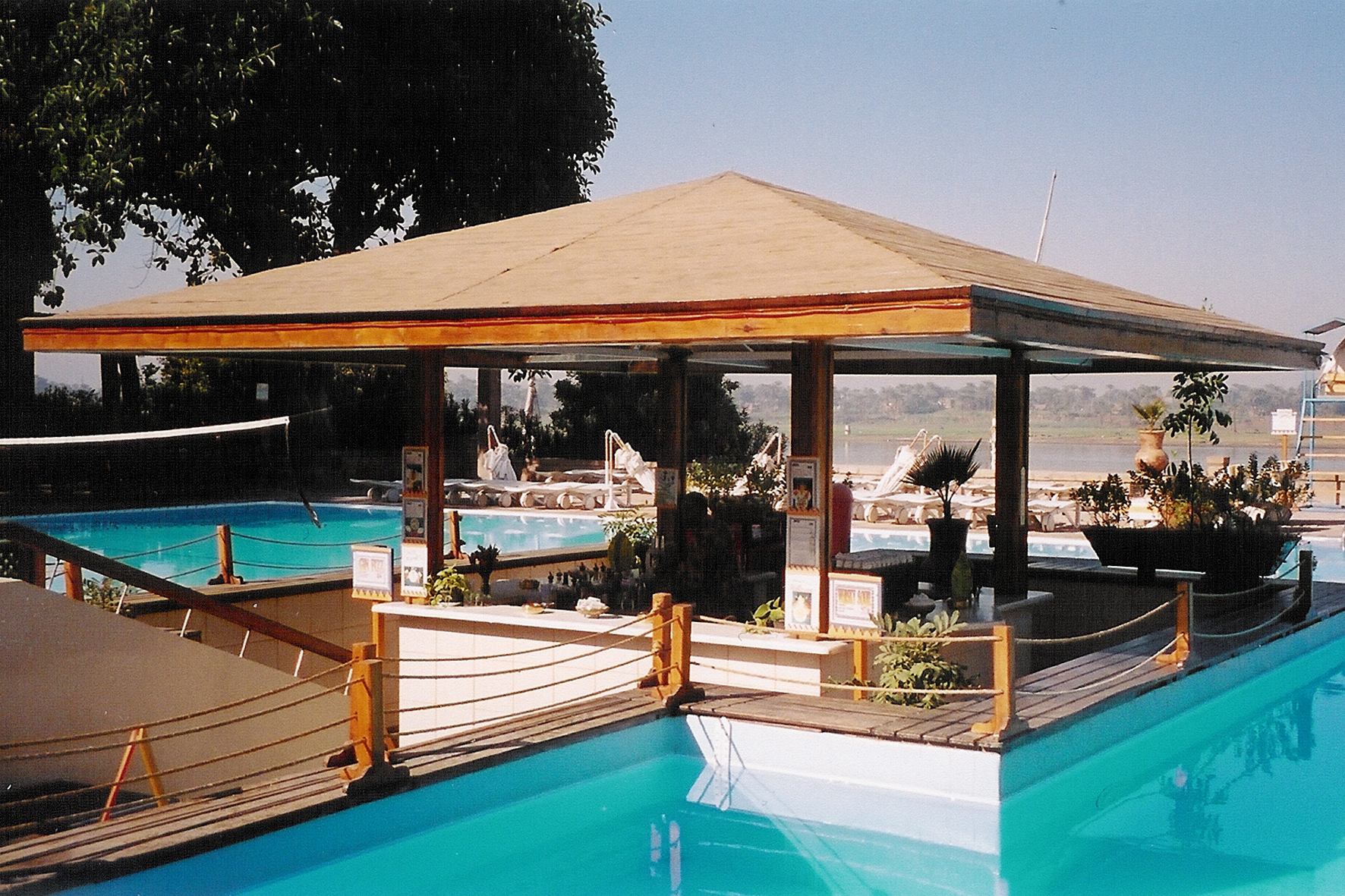
Bar e piscina di un villaggio turistico a Luxor in Egitto, 2002

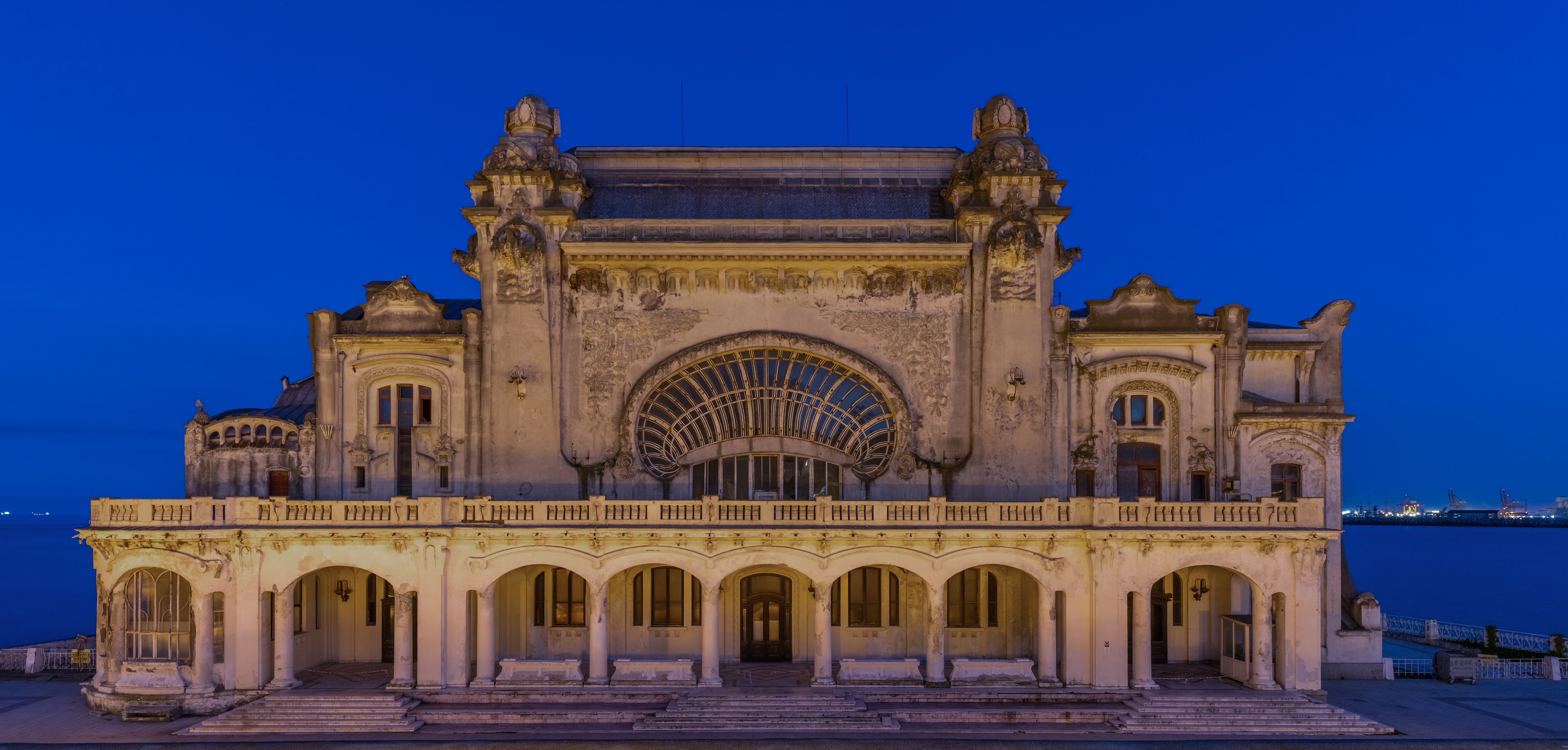
Casinò, elemento tipico di un villaggio turistico

Il termine è generalmente utilizzato per identificare una struttura alberghiera articolata che fornisce una serie di servizi e in genere comprende attività ricreative e di animazione.
Nelle grandi città è strutturato per attività congressuali e per grandi raduni, dove vengono forniti alloggi ampi e diversi, sale riunioni speciali, ristoranti e attrazioni.
Esiste un particolare tipo di villaggio turistico in multiproprietà che consente, oltre all'utilizzo della struttura per una determinata durata definita nel contratto, anche la possibilità dello scambio o la commercializzazione del periodo. Un villaggio turistico è in Europa un tipo di resort autosufficiente, dove la sistemazione è generalmente in ville. Nel Regno Unito si riferisce a un villaggio turistico dove la sistemazione è in chalet.
I villaggi turistici in località termali, che offrono generalmente un soggiorno di sette giorni, propongono un programma completo che comprende: servizi termali, attività fisica, benessere, cucina sana.
Alcuni centri benessere offrono un programma tutto compreso che comprende lezioni di fitness, cucina sana, corsi di formazione e seminari su argomenti salutistici, nonché servizi simili a un salone di bellezza e un centro benessere.
Il modello "all-inclusive" (tutto compreso) ha avuto origine nei villaggi Club Mediterranée che sono stati fondati dal belga Gérard Blitz. Essi sono spesso situati nelle regioni più calde. Un resort all-inclusive ha la maggior parte o tutti i servizi offerti in un unico pacchetto e solitamente comprende alloggio, cibo illimitato, bevande, attività sportive e di intrattenimento e in alcuni casi anche il trasporto da e per l'aeroporto, il tutto a prezzo prefissato. Sono previsti in genere tre pasti al giorno, bevande analcoliche, la maggior parte delle bevande alcoliche, mance ed eventualmente altri servizi compresi nel prezzo come sport e altre attività.

Alcuni resort all-inclusive sono progettati per speciali tipi di vacanza. Ad esempio, alcuni villaggi sono stati strutturati per soddisfare le esigenze degli adulti, mentre altri ancora più specialistici accettano solo coppie. Sono molto diffusi i resort all-inclusive orientati verso le famiglie che dispongono di servizi con aree attrezzate, sale giochi e parchi acquatici per intrattenere i bambini. Tutti i villaggi all-inclusive sono destinazioni molto popolari per celebrare matrimoni. Negli ultimi anni il numero di strutture negli Stati Uniti d'America che offrono pacchetti all-inclusive è diminuito drasticamente: nel 1961 oltre la metà di esse offriva tali piani e nel 2007 la percentuale è scesa a meno del dieci per cento.

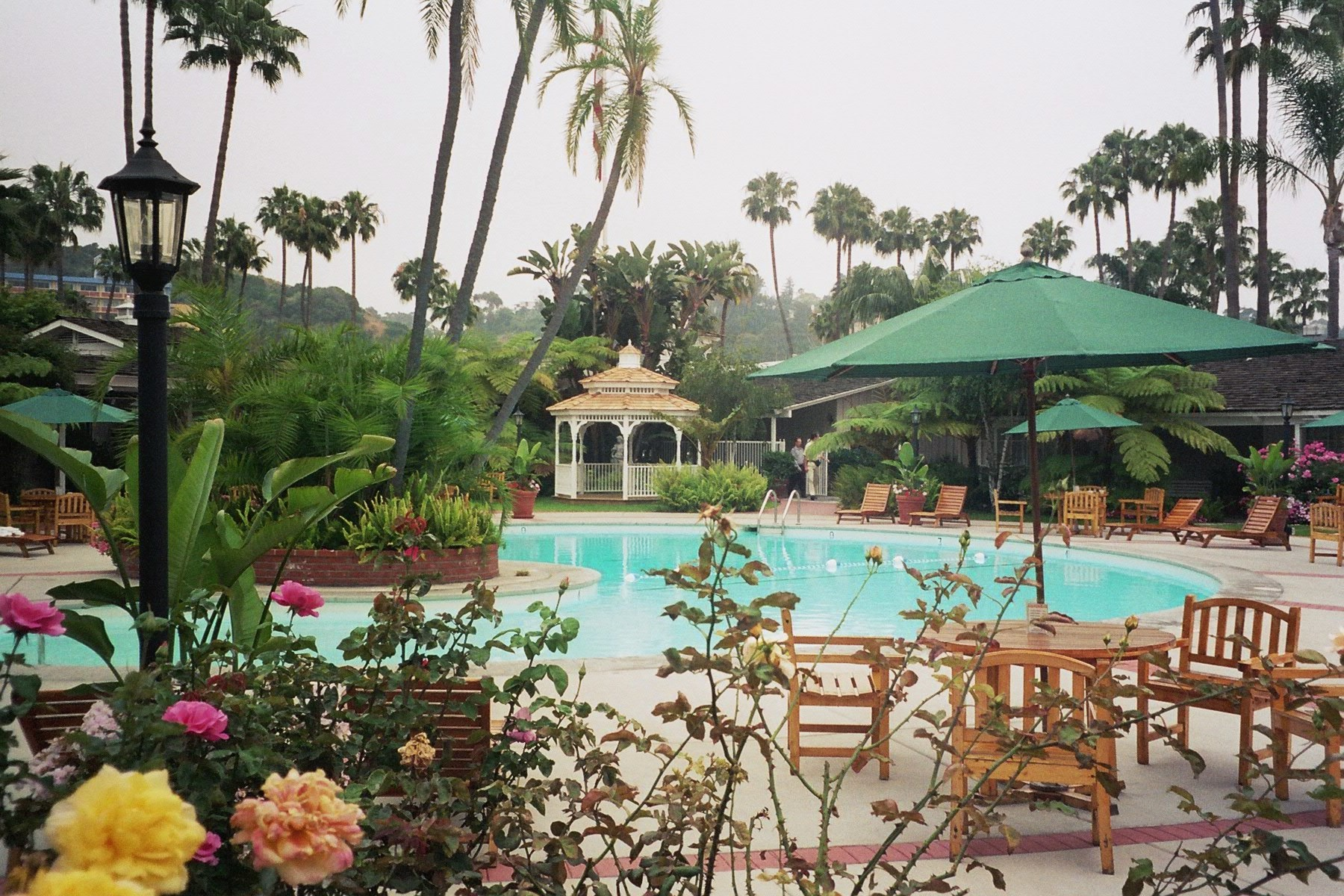
Piscina di un villaggio turistico a San Diego, California, USA

### Attrazioni

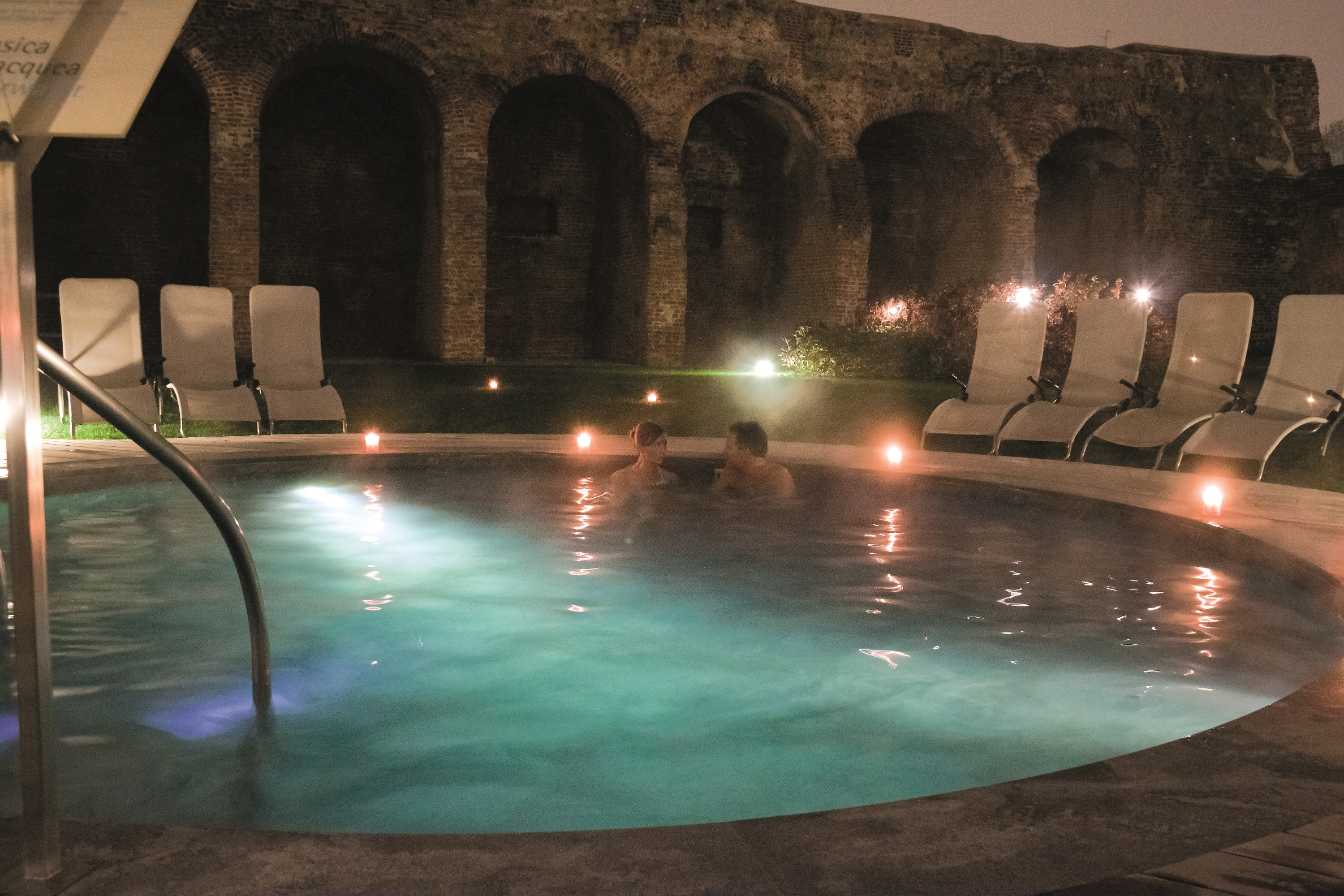
Stazione termale, altro elemento tipico di un villaggio turistico

All'interno di un resort generalmente si trovano:
- Albergo
- Caffetteria
- Ristorante
- Piscina
- Giardino

Nei resort più grandi si possono trovare anche:
- Night club
- Stazione termale
- Casinò
- Centro congressi
- Arena per eventi sportivi
- Teatro
- Luna park
- Elisuperficie
- Infermeria

## Megaresort
Si sono diffusi (in particolare nei grandi centri turistici) dei resort caratterizzati da grandiosità strutturale ed enorme capacità alberghiera, in particolare la città di Las Vegas, in Nevada è la più ricca al mondo di queste strutture.

## Luoghi di diffusione

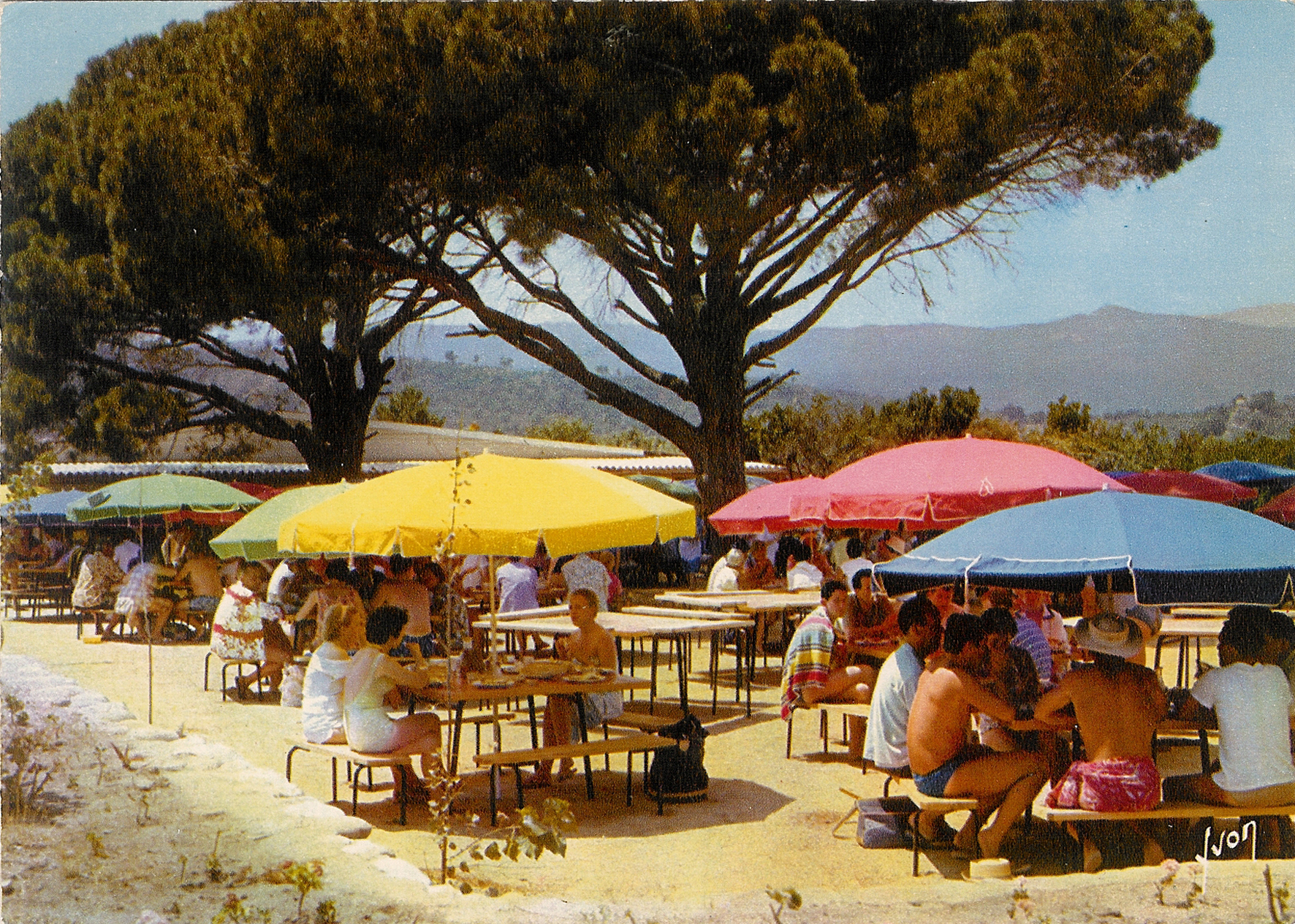
Villaggio Club Med di Porto Vecchio in Francia nel 1959

I villaggi turistici esistono ormai in tutto il mondo, sono comuni negli Stati Uniti e sono particolarmente diffusi in America Centrale e nei Caraibi. I villaggi turistici all-inclusive più frequentati si trovano nei Caraibi e nella Repubblica Dominicana. Esempi notevoli sono i Club Med, i Center Parcs in Europa e i Sandals Resorts nelle isole caraibiche. La formula del villaggio turistico è molto comune nelle isole Seychelles o alle Maldive e in qualche caso il villaggio occupa l'intera isola. Queste isole si trovano generalmente nei tropici e i servizi offerti sono di alta qualità. Essi comprendono molte attività di svago in acqua o a terra.

## Legge italiana

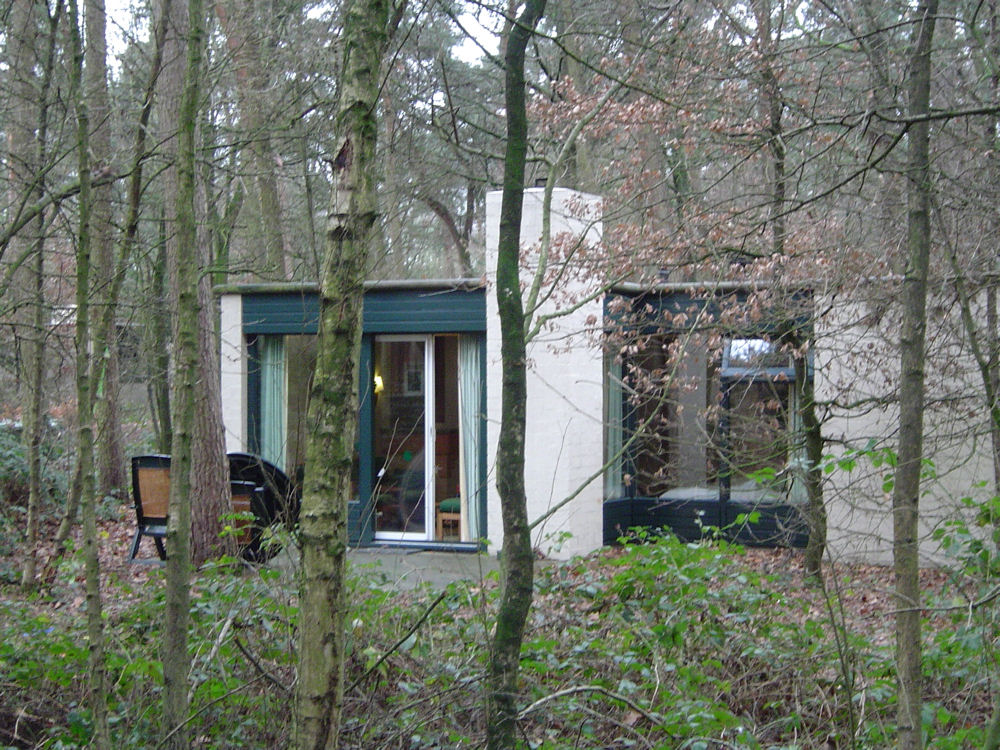
Un originale Cottage di un Center Parc, progettato dall'architetto nederlandese Jacob B. Bakema

I villaggi turistici in Italia sono disciplinati da apposite leggi regionali in materia di turismo che attuano il Decreto del Presidente del Consiglio dei Ministri del 13 settembre 2002 “Recepimento dell'accordo fra lo Stato, le regioni e le province autonome sui principi per l'armonizzazione, la valorizzazione e lo sviluppo del sistema turistico”. Tale Decreto, che ha completato la “Riforma della legislazione nazionale del turismo” di cui alla Legge 29 marzo 2001, n. 135, all'art. 1, individua i tipi di imprese turistiche operanti nel settore, definendo al comma 1 le attività ricettive e di gestione, al comma 2 le attività di servizio al turismo e al comma 3 le attività ad esse correlate. Data la natura dei villaggi turistici che è caratterizzata dall'offerta di attività di servizio e da altre ad esse correlate gli aspetti normativi sono di complessa applicazione, tuttavia la Legge italiana comprende tutti gli aspetti che riguardano la realizzazione e la gestione di un villaggio turistico.